# 金春明 (教授)
金春明（1932年—），中共中央党校教授，文革史专家。曾任中共中央党校毛泽东思想研究室主任、当代马克思主义研究所所长。

## 生平
祖籍山东昌邑市。1932年生于吉林延吉，1947年就读于佳木斯东北大学政治经济学系，1950年肄业，1950年秋入中共中央东北局党校高级部学习。1951年到东北局党校党史教研室工作，1952年毕业留校，任中共党史教员，开始从事中共党史的教学和研究，1955年至1957年进修于中共中央高级党校师训部中共党史专业，1961年4月调中共中央高级党校任教。1981年为副教授，1986年晋升教授，并任中共党史博士生导师。

## 著作
著有《“文化大革命”论析》、《“文化大革命”史稿》、《谈彻底否定“文化大革命”》、《建国后三十三年》、《“四人帮”沉浮录》、《“四人帮”浮沉记》、《大变动年代的探索》、《百团大战》等。主编《中华人民共和国简史》、《毛泽东思想发展史》、《改革开放中的执政党建设研究》等。合著《“文化大革命”简史》（与席宣合著）、《不平凡的七十年》、《“文革”时期怪事怪语》、《新中国编年史》、《中共党史纲要》、《中国史稿》第五分册等。

## 评价
- 石仲泉为金春明八十寿辰贺词《中国“文革”史研究的领军》。[4]石仲泉认为文革发生在中国，文革史研究的最高水平也在中国，而金春明是文革史研究的首席专家。[5]